# Easah Suliman
Easah Zaheer Suliman, né le 26 janvier 1998 à Birmingham, est un footballeur international pakistanais qui évolue au poste de défenseur au FK Sumgayit.

## Biographie

### En club
Formé à Aston Villa, Suliman prend part à son premier match avec l'équipe première en entrant en fin de rencontre face à Wigan Athletic en Coupe de la Ligue anglaise (victoire 4-1) le 22 août 2017.
Le 31 janvier 2018, il est prêté pour six mois à Grimsby Town. Il ne joue que deux rencontres avant de retrouver Aston Villa à l'issue de la saison.
Le 17 août 2018, Suliman est prêté pour une saison au club néerlandais du FC Emmen. Son prêt est cependant résilié fin décembre 2018 et il retourne à Aston Villa après avoir pris part à seulement quatre matchs aux Pays-Bas.
Le 21 janvier 2020, il s'engage avec le club portugais du Vitória SC.
Le 24 juillet 2024, il s'engage librement avec le club azeri du FK Sumgayit.

### En équipe nationale
International anglais, Suliman participe au championnat d'Europe des moins de 17 ans en 2015 et dispute dans la foulée la Coupe du monde des moins de 17 ans organisée au Chili.
Le défenseur prend ensuite part au championnat d'Europe des moins de 19 ans en 2017. Le 15 juillet, il joue la finale contre le Portugal, marquant le premier but des Anglais qui remportent le match 2-1.
Suliman est éligible pour jouer pour le Pakistan en raison de ses origines pakistanaises. Le 18 mai 2023, il a été confirmé qu'Easah représenterait le Pakistan après que la FIFA a approuvé la demande de la Fédération pakistanaise de football.
Le 14 juin 2023, Suliman fait ses débuts avec l'équipe nationale de football du Pakistan lors d'une défaite 1-0 en amical contre le Kenya. Le 17 juin, il est sélectionné dans l'équipe pakistanaise pour le Championnat SAFF 2023 qui est une compétition sanctionnée par la FIFA et qui lierait donc l'avenir international de Suliman au Pakistan.

## Palmarès
- Vainqueur du championnat d'Europe des moins de 19 ans en 2017.